# Chloroleucon tortum
Chloroleucon tortum là một loài rau đậu thuộc họ Fabaceae. Loài này chỉ có ở Brasil.

## Hình ảnh

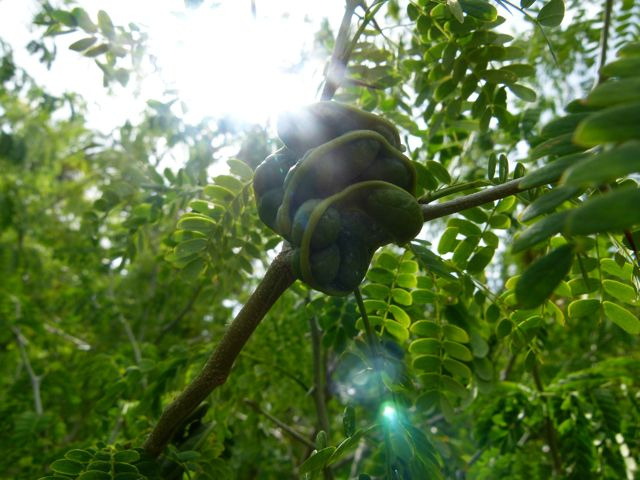
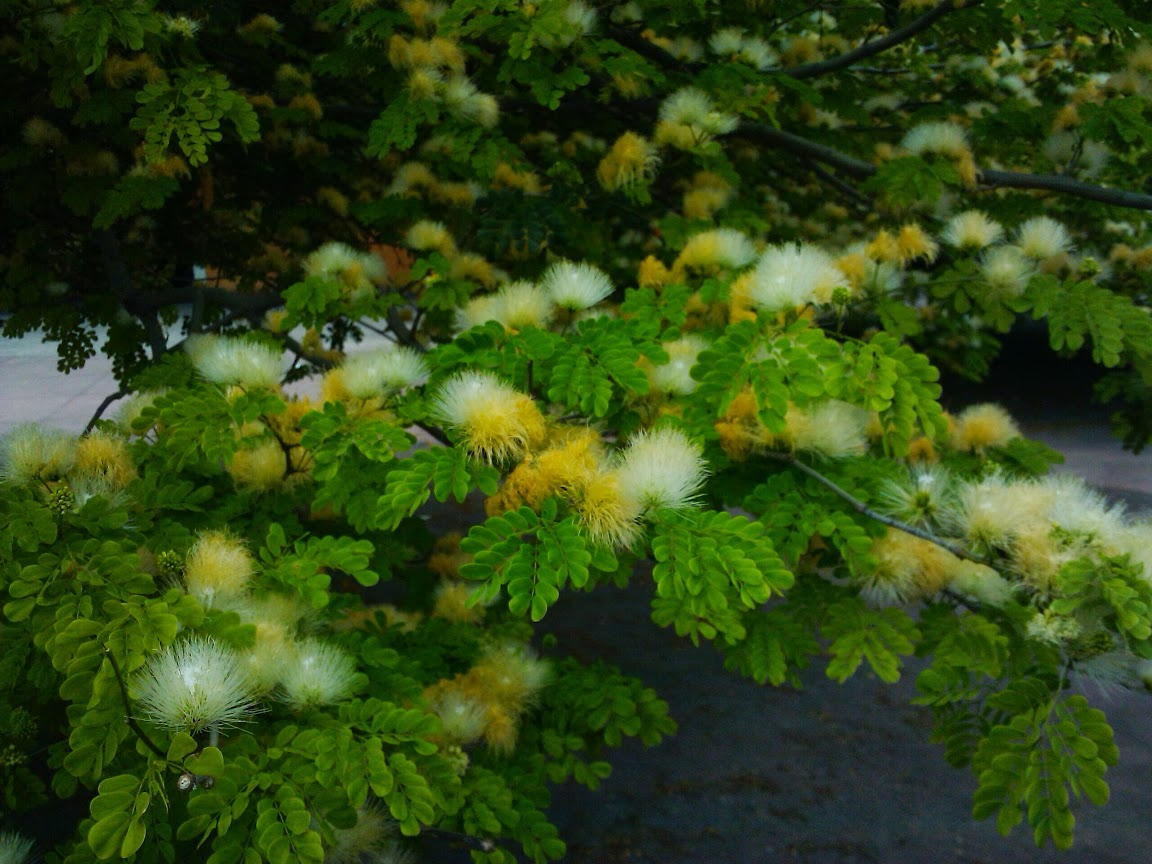